# Капустин, Алексей Евгеньевич
Алексей Евгеньевич Капустин (род. 8 июля 1958 года, Жданов, УССР) — советский и украинский учёный-химик, профессор и заведующий кафедрой химической технологии и инженерии в Приазовском государственном техническом университете, доктор химических наук. Также известен как участник интеллектуальной телеигры «Что? Где? Когда?».

## Биография
Родился в Жданове в потомственной семье металлургов, отец, Евгений Капустин, преподавал на кафедре теплофизики, занимал должность ректора Приазовского государственного технического университета (тогда Ждановский металлургический институт) с 1969 по 1981 гг. А. Капустин имеет старшую сестру, учившуюся на химическом факультете. Именно общение с сестрой — абитуриенткой химфака и случайно прочтённый журнал «Химия и жизнь» предопределили выбор будущей специальности. Капустин признаётся, что ему очень понравилось выражение «тяжелый органический синтез», особенно слово «тяжелый».
Перевёлся в Московский химико-технологический институт имени Д. И. Менделеева после первого курса из Приазовского государственного технического университета (тогда Ждановский металлургический институт), окончил Московский химико-технологический институт имени Д. И. Менделеева в Москве. Здесь же учился в аспирантуре и защитил кандидатскую диссертацию. По специальности — «инженер-технолог». Изначально — специалист в области поверхностных активных веществ. Впоследствии занялся проблемой катализа. Наработки Капустина в этой области были использованы одним из японских концернов.
Работает в Приазовском Государственном Техническом Университете с 1985 года[уточнить], Miami University с 2016. В 1996 году[уточнить] защитил докторскую диссертацию по химии. Имеет множество научных работ, например: «Mercarbide», «Сорбционные свойства природных и синтетических таковитов» (в соавторстве с Э. О. Бутенко, Г. Е. Абросимовой и др.); «Структура природных и синтетических анионных глин и их сорбционная способность» (в соавторстве с Э. О. Бутенко, В. С. Кравченко и др.). Большинство работ учёного посвящено катализу.
Помимо научной работы руководит подготовкой школьников и студентов. Один из его учеников выиграл мировую олимпиаду по химии, а ещё один стал победителем международной научной конференции.
Занимается активной экологической деятельностью: с 2000 года возглавляет совет экологической безопасности города Мариуполя.

## Что? Где? Когда?
Стал играть в «Что? Где? Когда?» после знакомства с Андреем Козловым в 1984 году в Ждановском металлургическом институте, где Козлов в то время работал. С 15 декабря 1990 года играет в «элитарном клубе знатоков». На протяжении всей игровой карьеры выступает за команду Андрея Козлова. В 2008 году стал обладателем «Хрустальной совы» . Также работает в телевизионной игре «Брэйн ринг» в качестве редактора и автора более 40 тысяч вопросов.
Стал одним из рекордсменов по количеству проведённых в «телевизионном интеллектуальном клубе» игр, сыграв против телезрителей 52 раза (при этом команда с его участием одержала 27 побед), и занимающий по этому показателю  7-е место (по состоянию на начало 2022 г.).

## Личная жизнь
Женат, есть дети. Старший сын — Ярослав, директор химического комбината; младший — Евгений, аспирант университета Беркли в Калифорнии.
К 50-летнему юбилею Алексея Капустина и его жены (их юбилеи были с разницей в несколько месяцев) Андрей Козлов  подарил им путешествие в Антарктиду.